# Perina nuda
Perina nuda är en fjärilsart som beskrevs av Fabricius 1787. Perina nuda ingår i släktet Perina och familjen tofsspinnare. Inga underarter finns listade i Catalogue of Life.